# Збірна Сьєрра-Леоне з футболу

## Кубок світу
- 1930–1970 — не брала участі
- 1974–1986 — не пройшла кваліфікацію
- 1990 — не брала участі
- 1994 — відмовилась від участі
- 1998–2010 — не пройшла кваліфікацію

## Кубок Африки
| - 1957–1968 — не брала участі - 1970 — відмовилась від участі - 1972 — не брала участі - 1974 — не пройшла кваліфікацію - 1976 — не брала участі - 1978 — не пройшла кваліфікацію - 1980 — не брала участі - 1982 — не пройшла кваліфікацію - 1984 — не пройшла кваліфікацію - 1986 — не брала участі - 1988 — не пройшла кваліфікацію | - 1990 — відмовилась від участі - 1992 — не пройшла кваліфікацію - 1994 — груповий турнір - 1996 — груповий турнір - 1998 — відмовилась від участі під час кваліфікації - 2000 — дискваліфікована у зв'язку з громадянською війною - 2002–2019 — не пройшла кваліфікацію - 2021 — груповий турнір |